# Anelhe
Anelhe is een plaats (freguesia) in de Portugese gemeente Chaves en telt 538 inwoners (2001).